# Walknówek
Walknówek (do 31 grudnia 2006 r.) – część wsi Jeżopole w Polsce położona w województwie łódzkim, w powiecie wieruszowskim, w gminie Lututów.
Nazwa z nadanym identyfikatorem SIMC występuje w zestawieniach archiwalnych TERYT z 1999 roku.
W latach 1975–1998 miejscowość należała administracyjnie do województwa sieradzkiego.